# Santa Cruz (cantão da Costa Rica)
Santa Cruz é um cantão da Costa Rica, situado na província de Guanacaste. Limita ao norte com Carrillo; ao leste com Bagaces e Nicoya; ao oeste com o Oceano Pacífico; e ao sul com Nicoya. Possui uma área de 1 312,27 km² e sua população está estimada em 64.118 habitantes.

## Divisão política
Atualmente, o cantão de Santa Cruz possui 9 distritos:
|   | Nome do Distrito     |
| - | -------------------- |
| 1 | Santa Cruz           |
| 2 | Bolsón               |
| 3 | Veintisiete de Abril |
| 4 | Tempate              |
| 5 | Cartagena            |
| 6 | Cuajiniquil          |
| 7 | Diriá                |
| 8 | Cabo Velas           |
| 9 | Tamarindo            |